# Amílcar Theias
Amílcar Augusto Contel Martins Theias ComM (Lisboa, 9 de agosto de 1946) é um político português. Ocupou o cargo de Ministro das Cidades, Ordenamento do Território e Ambiente no XV Governo Constitucional.

## Biografia
Filho de Amílcar Theias e de sua mulher Ema Contel Martins.
A 21 de Julho de 1987 foi feito Comendador da Ordem do Mérito.
Foi administrador da Sociedade de Reabilitação Urbana da Baixa Pombalina.
Casou com Maria Margarida Cidade Pereira de Moura, filha de Helena Cidade Moura e neta materna de Hernâni António Cidade e parente distante de São João de Deus, da qual teve duas filhas e um filho: Rita, Hernâni e Inês.

## Funções governamentais exercidas
- XV Governo Constitucional
  - Ministro das Cidades, Ordenamento do Território e Ambiente